# ویدانچچیگودا
ویدانچچیگودا (به لاتین: Vidaneachchigoda) یک منطقهٔ مسکونی در سری‌لانکا است که در استان جنوبی (سری‌لانکا) واقع شده‌است.